# Kenny Green (cestista 1967)
Kenneth Anthony Green, detto Kenny (Waterbury, 13 ottobre 1967), è un ex cestista statunitense.

## Palmarès

### Squadra
- CBA All-Rookie First Team (1991)
- Miglior stoppatore CBA (1991)
- Campionato turco: 1

Efes Pilsen: 1991-92
- Copa del Rey: 1

Saski Baskonia: 1995

### Individuale
- Liga ACB MVP: 1

Saski Baskonia: 1996-1997